# 1949 у хокеї з шайбою

Нижче наведені хокейні події 1949 року у всьому світі.

## Чемпіонат світу
На чемпіонаті світу в Стокгольмі золоті нагороди здобула збірна Чехословаччини (другий титул).
Підсумкові місця:
1. Чехословаччина
2. Канада
3. США
4. Швеція
5. Швейцарія
6. Австрія
7. Фінляндія
8. Норвегія
9. Бельгія
10. Данія

Склад чемпіонів: воротарі — Богуміл Модрий, Йозеф Їрка; захисники — Йозеф Троусілек, Пржемисл Гайний, Олдржих Нємець, Їржі Мацеліс, Франтішек Васовський; нападники — Вацлав Розіняк, Владімір Забродський, Станіслав Конопасек, Владімір Кобранов, Владімір Боузек, Августін Бубнік, Франтішек Мізера, Ченек Піча, Зденек Марек, Мілослав Чароузд. Тренер — Антонін Водічка.

## НХЛ
Шість клубів брали участь у регулярному чемпіонаті НХЛ 1948/49.
У фіналі кубка Стенлі «Торонто Мейпл-Ліфс» переміг «Детройт Ред-Вінгс».
|  | Півфінали            | Півфінали            |   |  | Фінал               | Фінал |  |
|  |                      |                      |   |  |                     |       |  |
|  |                      |                      |   |  |                     |       |  |
|  | «Детройт Ред-Вінгс»  | 4                    |   |  |                     |       |  |
|  | «Монреаль Канадієнс» | 3                    |   |  |                     |       |  |
|  |                      |                      |   |  |                     |       |  |
|  |                      |                      |   |  |                     |       |  |
|  |                      |                      |   |  | «Детройт Ред-Вінгс» | 0     |  |
|  |                      | «Торонто Мейпл-Ліфс» | 4 |  |                     |       |  |
|  |                      |                      |   |  |                     |       |  |
|  |                      |                      |   |  |                     |       |  |
|  |                      |                      |   |  |                     |       |  |
|  |                      |                      |   |  |                     |       |  |
|  | «Бостон Брюїнс»      | 1                    |   |  |                     |       |  |
|  | «Торонто Мейпл-Ліфс» | 4                    |   |  |                     |       |  |

## Національні чемпіони
- Австрія: «Вінер ЕГ» (Відень)
- Італія: «Діаволі Россонері» (Мілан)
- НДР: «Вісмут» (Франкенгаузен)
- Норвегія: «Фурусет» (Осло)
- Польща: «Краковія» (Краків)
- Румунія: «Меркуря-Чук»
- СРСР: ЦБЧА (Москва)
- Угорщина: МТК (Будапешт)
- Фінляндія: «Тармо» (Гяменлінна)
- Франція: «Шамоні» (Шамоні-Мон-Блан)
- ФРН: «Фюссен»
- Чехословаччина: ЛТЦ (Прага)
- Швейцарія: «Цюрих»
- Югославія: «Младост» (Загреб)

## Засновані клуби
- «Металург» (Новокузнецьк, СРСР)
- «Металург» (Челябінськ, СРСР)

## Народились
- 2 січня — Володимир Лутченко, радянський хокеїст. Олімпійський чемпіон.
- 13 січня — Юрій Блінов, радянський хокеїст. Олімпійський чемпіон.
- 9 лютого — Ласло Шелл, угорський хокеїст. Член зали слави ІІХФ.
- 11 квітня — Джон Гулд, канадський хокеїст.
- 23 квітня — Богуслав Штястний, чехословацький хокеїст. Чемпіон світу.
- 13 липня — Ларрі Макінтайр, канадський хокеїст.
- 3 серпня — Валерій Васильєв, радянський хокеїст. Олімпійський чемпіон. Член зали слави ІІХФ.
- 22 грудня — Владімір Мартінець, чехословацький хокеїст та тренер. Чемпіон світу. Член зали слави ІІХФ.